# Galileo Galilei (gruppo musicale)
I Galileo Galilei sono stati una band giapponese, avevano un contratto con Sony Music Entertainment Japan.
La band ha annunciato lo scioglimento dopo l'ultimo tour ad aprile 2016. Sea and The Darkness, pubblicato il 27 gennaio, è stato il loro ultimo album. Nel gennaio 2018, i membri insieme ad un chitarrista di supporto DAIKI formano una nuova band, Bird Bear Hare and Fish.
La band ha annunciato che di starsi riunendo al concerto dal vivo "re:bear" dei warbear dell'11 ottobre 2022, dopo una pausa di 6 anni. Un nuovo album e tour intitolato "Bee and The Whales" è previsto per il 2023.

## Membri
- Yuki Ozaki - voce, chitarra (2007-2016)
- Hitoshi Sako - basso (2007-2016)
- Kazuki Ozaki - batteria (2007-2016)

### Membri passati
- Sohei Funaya - chitarra (2007-2009)
- Fumito Iwai - chitarra (2009-2012)
- Noguchi Kazumasa - tastiere (2011-2012)

## Discografia

### Album
- Parade (2011)
- Portal (2012)
- ALARMS (2013)
- Sea and the Darkness (2016)

### Singoli
- Natsuzora (2010)
- Yotsuba Sagashi no Tabibito (2010)
- Boku Kara Kimi e (2011)
- Aoi Shiori (2011)
- Sayonara Frontier (2011)
- Asu e (2011)
- Circle Game (2013)
- Koi no Jumyō (2015)
- Arashi no Ato de (2015)
- Climber (2015)